# Klasse van eiken- en beukenbossen op voedselrijke grond
De klasse van eiken- en beukenbossen op voedselrijke grond (Querco-Fagetea) is een klasse van plantengemeenschappen die relatief soortenrijke loofbosvegetatie omvat op betrekkelijk eutrofe bodems. De bosgemeenschappen uit deze klasse worden doorgaans gekenmerkt door de een kruidlaag met een opvallend bloem- en kleurrijk vegetatieaspect in de lente.
De klasse telt in Nederland en Vlaanderen één onderliggende orde.

## Naamgeving en codering
| Querco-Fagetales Br.-Bl. & Vl. in Vl. 1937                                |
| Quercetea robori-sessiliflorae Br.-Bl. & Tx. 1943                         |
| Quercetea robori-sessiliflorae Br.-Bl. & Tx ex Br.-Bl. 1950               |
| Quercetea pubescentis Doing 1955                                          |
| Quercetea robori-petraeae Br.-Bl. & Tx. ex Oberd. 1957                    |
| Quercetea pubescentis Doing ex Scamoni & Pass. 1959                       |
| Quercetea pubescenti-petraeae Jakucs 1960                                 |
| Carpino-Fagetea Jakucs 1967                                               |
| Alno-Populetea Fukarek & Fabijanic 1968                                   |
| Populetea albae Br.-Bl. 1962                                              |
| Fraxino-Fagetea Moor 1975                                                 |
| Salici purpureae-Populenea nigrae Rivas-Mart. & Cantó in Rivas-Mart. 1987 |

- Duits: Laubwälder und verwandte Gebüsche, Eurosibirische Fallaubwälder
- Engels: Central and west European deciduous woodlands and scrub on base-rich soils
- Syntaxoncode voor Nederland (rVvN): r46

De wetenschappelijke naam Querco-Fagetea is afgeleid van de botanische namen van twee belangrijke soorten binnen deze klasse: zomereik (Quercus robur) en beuk (Fagus sylvatica).

## Fysiognomie
Deze bossen hebben in de Lage Landen een duidelijk gelaagde vegetatiestructuur met naast de boomlaag, met dominantie van loofbomen, een meestal goed ontwikkelde en soortenrijke struik-, kruid- en moslaag. In veel bossen uit deze klasse kunnen omhoog klimmende lianen aspectbepalend optreden.

## Ecologie
De klasse van eiken- en beukenbossen op voedselrijke grond omvat gemengde, zomergroene loofbossen op droge tot matig natte, betrekkelijk eutrofe, minerale bodems of op gemineraliseerde veenbodems.
Deze bossen zijn vrij algemeen en komen vooral voor in rivier- en beekdalen en in heuvelachtig gebied als hellingbos.

### Mycoflora
Verscheidene paddenstoelen zijn aangewezen op (bepaalde) bosgemeenschappen uit de klasse van eiken- en beukenbossen op voedselrijke grond. Een voorbeeld is kleibosrussula.

## Onderliggende syntaxa in Nederland en Vlaanderen
De klasse van eiken- en beukenbossen op voedselrijke grond wordt in Nederland en Vlaanderen vertegenwoordigd door één orde met drie onderliggende verbonden. In totaal telt de klasse alhier 13 associaties.
- - orde van eiken- en beukenbossen op voedselrijke grond (Fagetalia sylvaticae)
    - verbond van els en vogelkers (Alno-Padion)
      - abelen-iepenbos (Violo odoratae-Ulmetum)
      - essen-iepenbos (Fraxino-Ulmetum)
      - meidoorn-berkenbos (Crataego-Betuletum)
      - goudveil-essenbos (Carici remotae-Fraxinetum)
      - vogelkers-essenbos (Pruno-Fraxinetum)

    - haagbeuk-verbond (Carpinion betuli)
      - kalk-eikenhaagbeukenbos (Orchido-Carpinetum)
      - sleutelbloem-eikenhaagbeukenbos (Primulo elatioris-Carpinetum)
      - eiken-haagbeukenbos (Stellario-Carpinetum)
      - eiken-haagbeukenbos met wilde hyacint (Endymio-Carpinetum)
      - essen-eikenbos met wilde hyacint (Endymio-Fraxinetum)

    - beuken-verbond (Fagion sylvaticae)
      - eiken-beukenbos met wilde hyacint (Endymio-Fagetum)
      - parelgras-beukenbos (Melico-Fagetum)
      - gierstgras-beukenbos (Milio-Fagetum)

### Romp- en derivaatgemeenschappen
- derivaatgemeenschap met sneeuwbes (DG Symphoricarpus albus-[Alno-Padion])
- rompgemeenschap met fluitenkruid (RG Anthriscus sylvestris-[Alno-Padion])
- rompgemeenschap met grote brandnetel en gladde iep (RG Urtica dioica-Ulmus minor-[Alno-Padion])
- rompgemeenschap met dauwbraam en wilde liguster (RG Rubus caesius-Ligustrum vulgare-[Alno-Padion])
- rompgemeenschap met duinriet (RG Calamagrostis epigejos-[Alno-Padion])
- rompgemeenschap met grote brandnetel en zwarte els (RG Urtica dioica-Alnus glutinosa-[Alno-Padion])
- rompgemeenschap met dauwbraam en schietwilg (RG Rubus caesius-Salix alba-[Alno-Padion/Salicion albae])
- rompgemeenschap met aalbes (RG Ribes rubrum-[Querco-Fagetea])
- rompgemeenschap met klimop (RG Hedera helix-[Querco-Fagetea])
- rompgemeenschap met bolle haarbraam (RG Rubus macrophyllus-[Querco-Fagetea/Quercetea robori-petraeae])
- rompgemeenschap met bosanemoon (RG Anemone nemorosa-[Carpinion betuli/Alno-Padion])
- rompgemeenschap met niervarens (RG Dryopteris spp.-[Querco-Fagetea])

## Diagnostische taxa voor Nederland en Vlaanderen

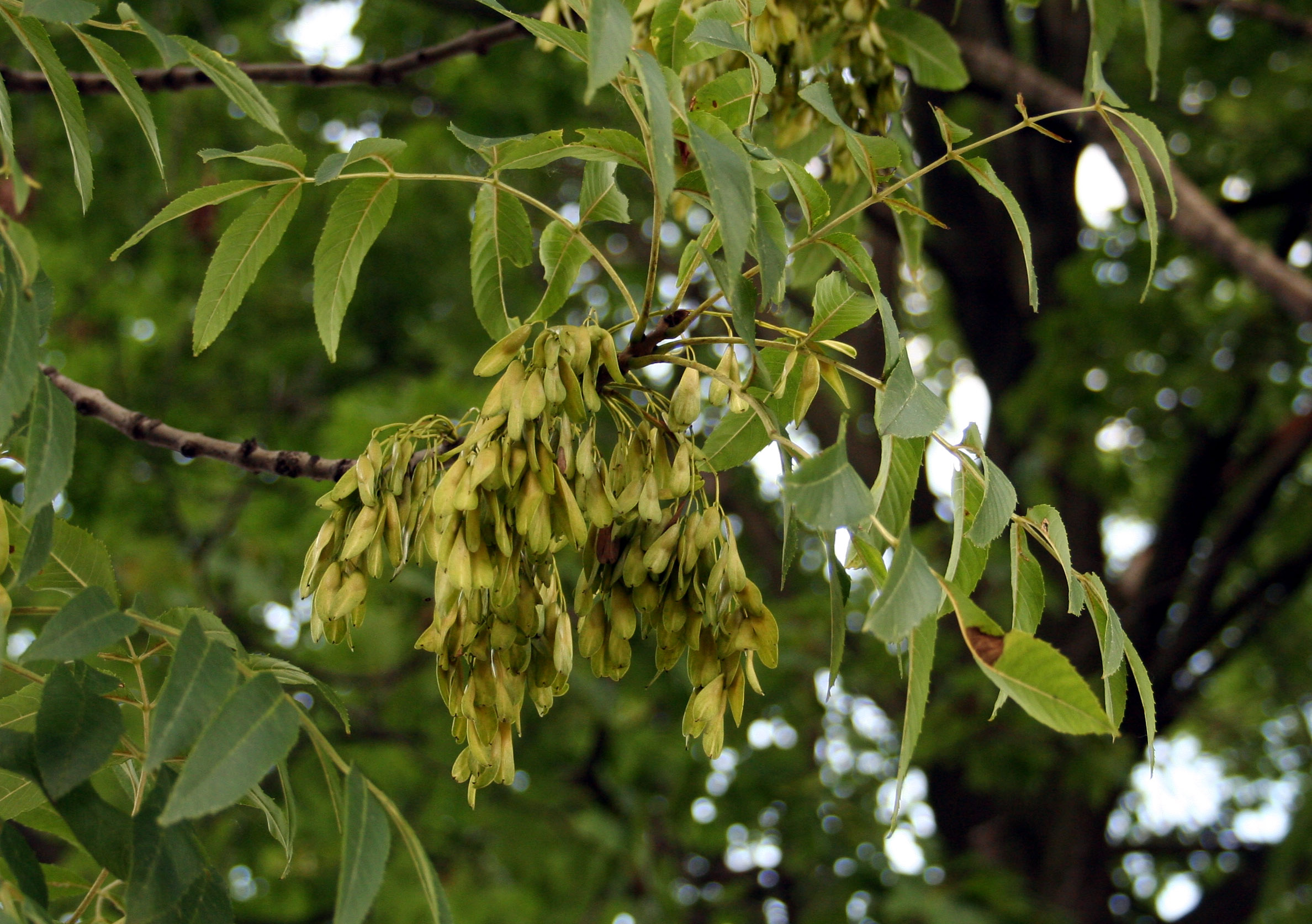
Gewone es

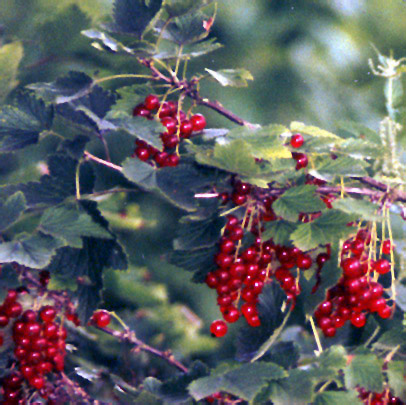
Aalbes

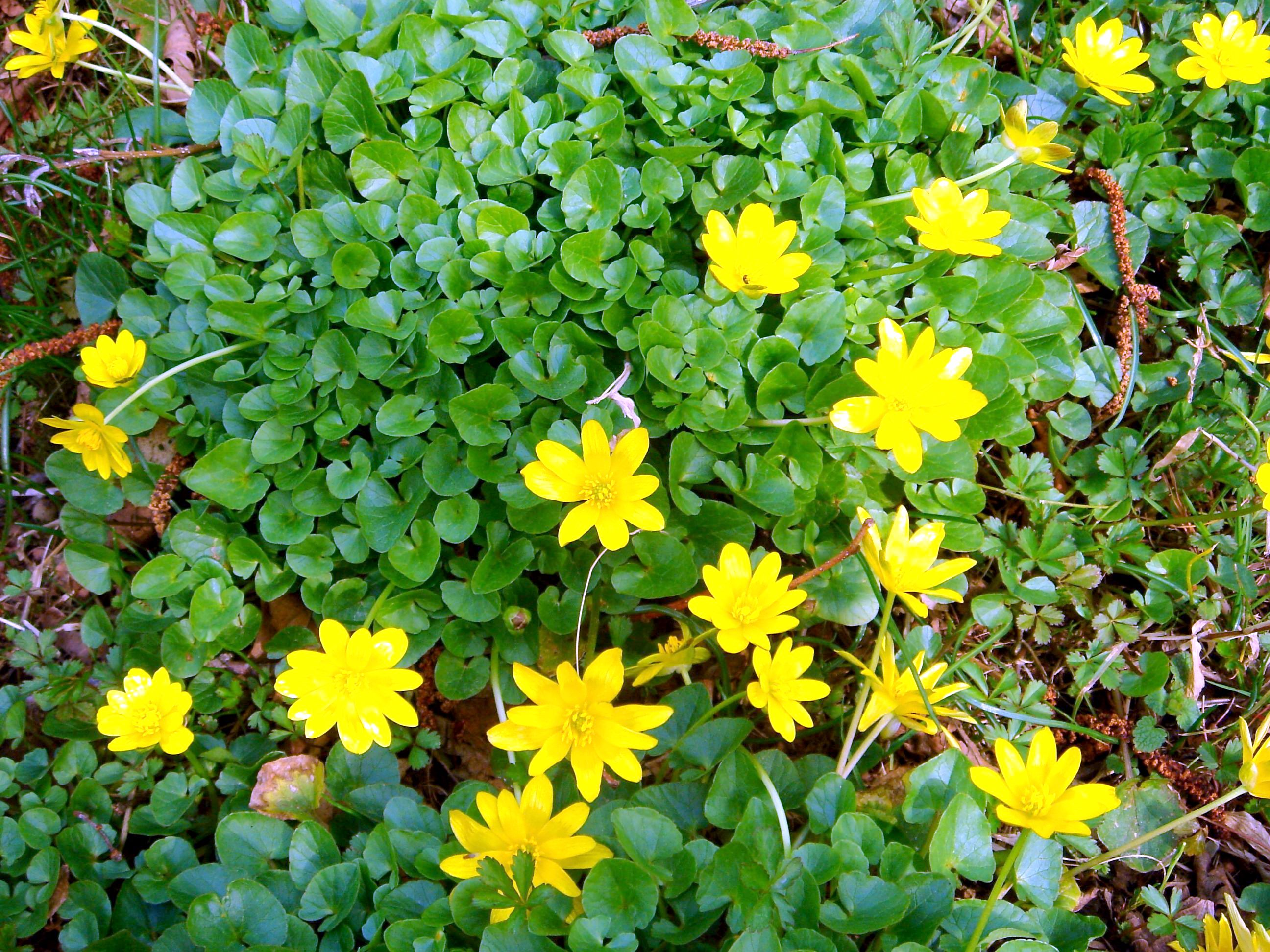
Gewoon speenkruid

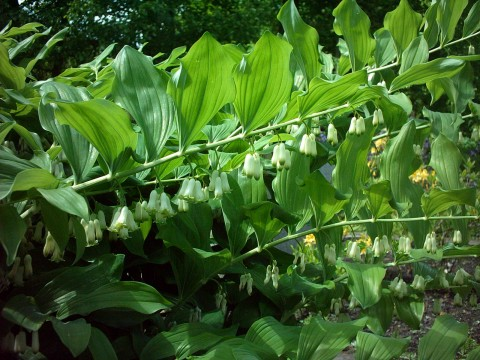
Gewone salomonszegel

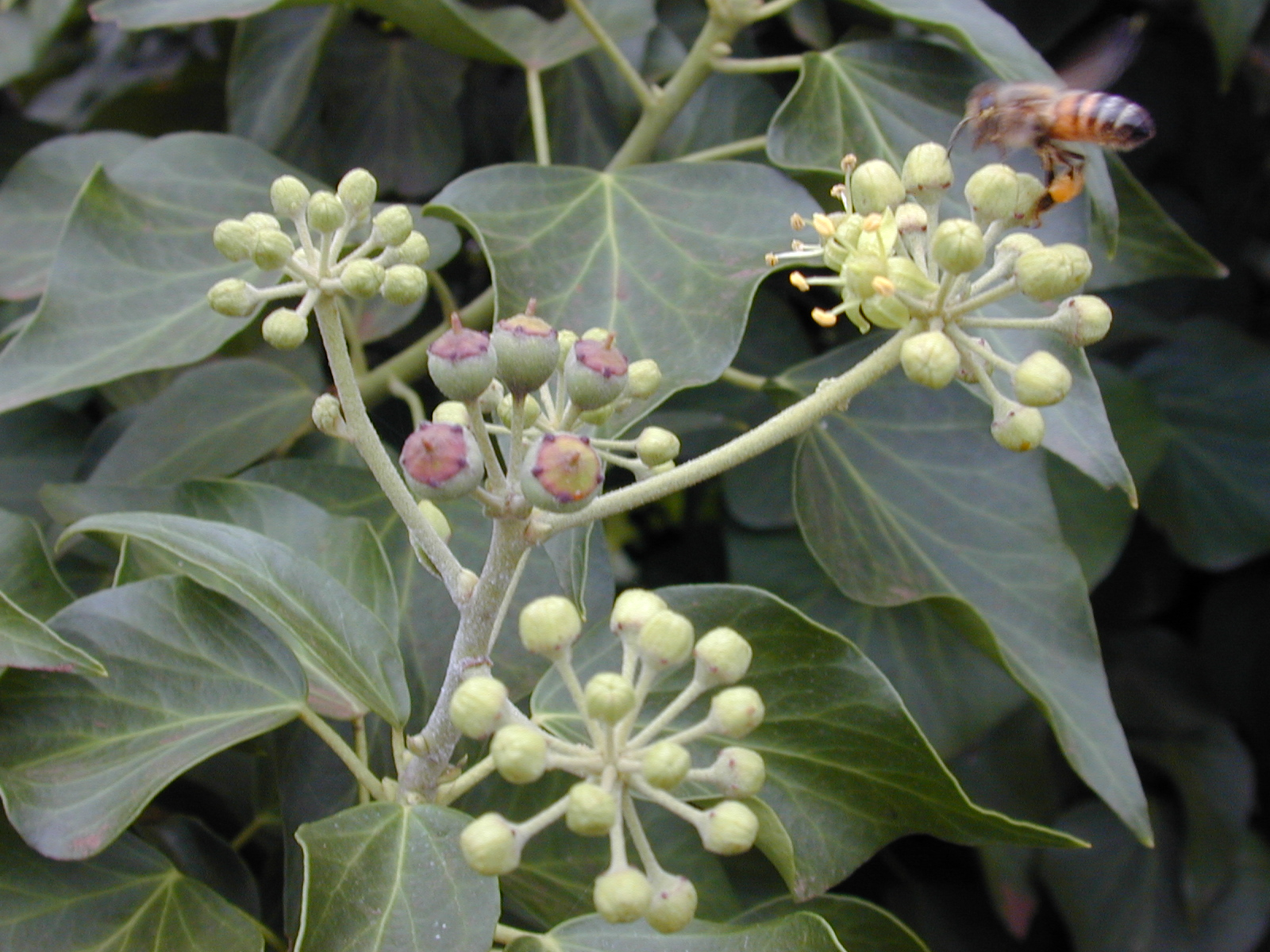
Klimop

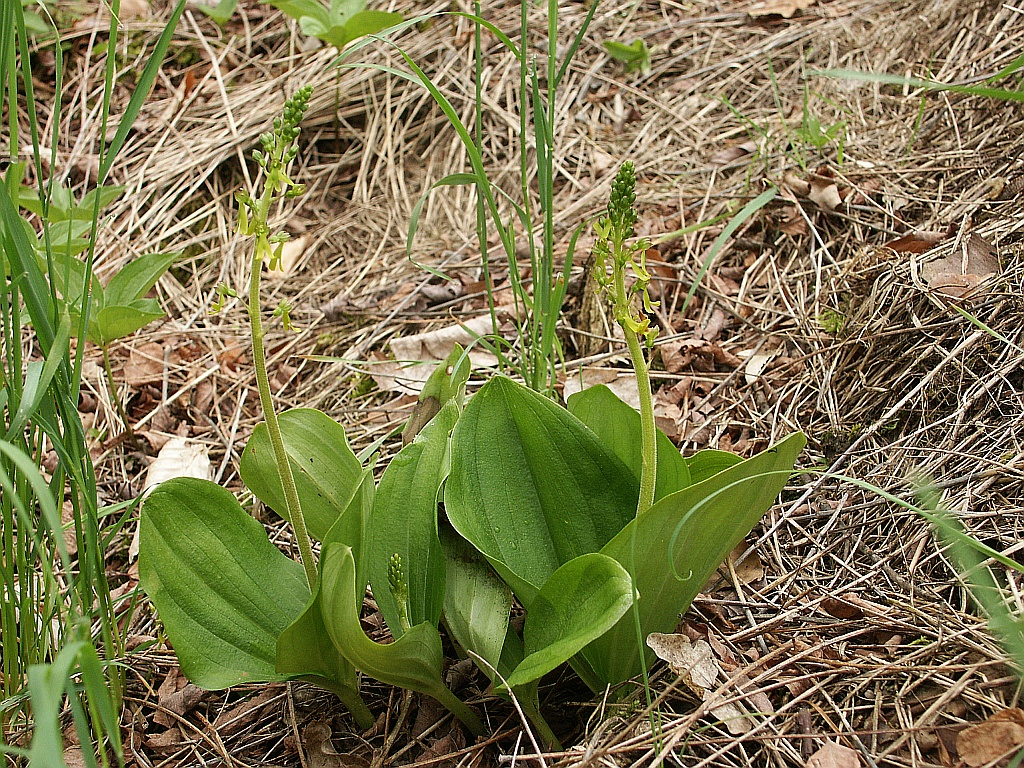
Grote keverorchis

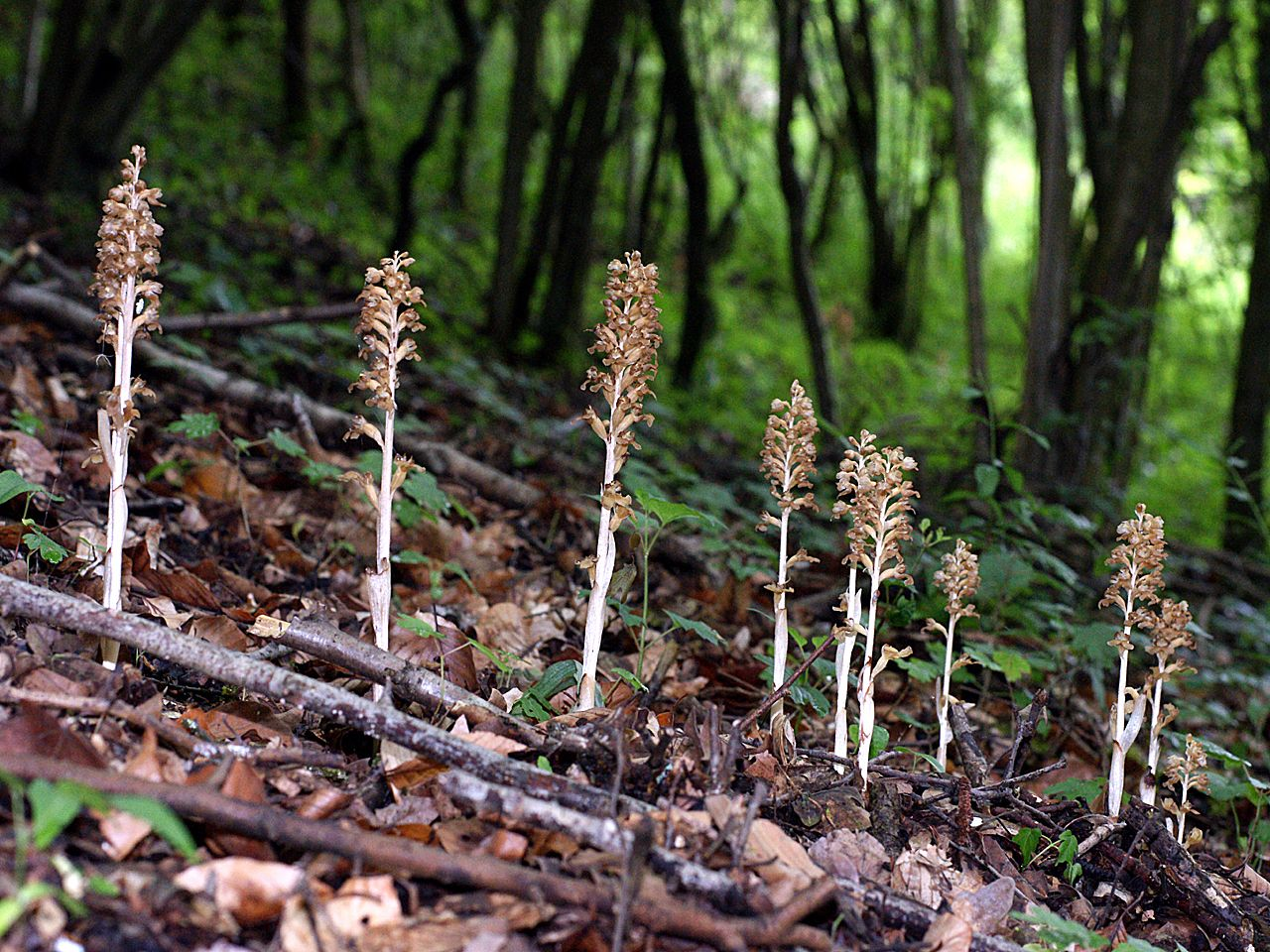
Vogelnestje

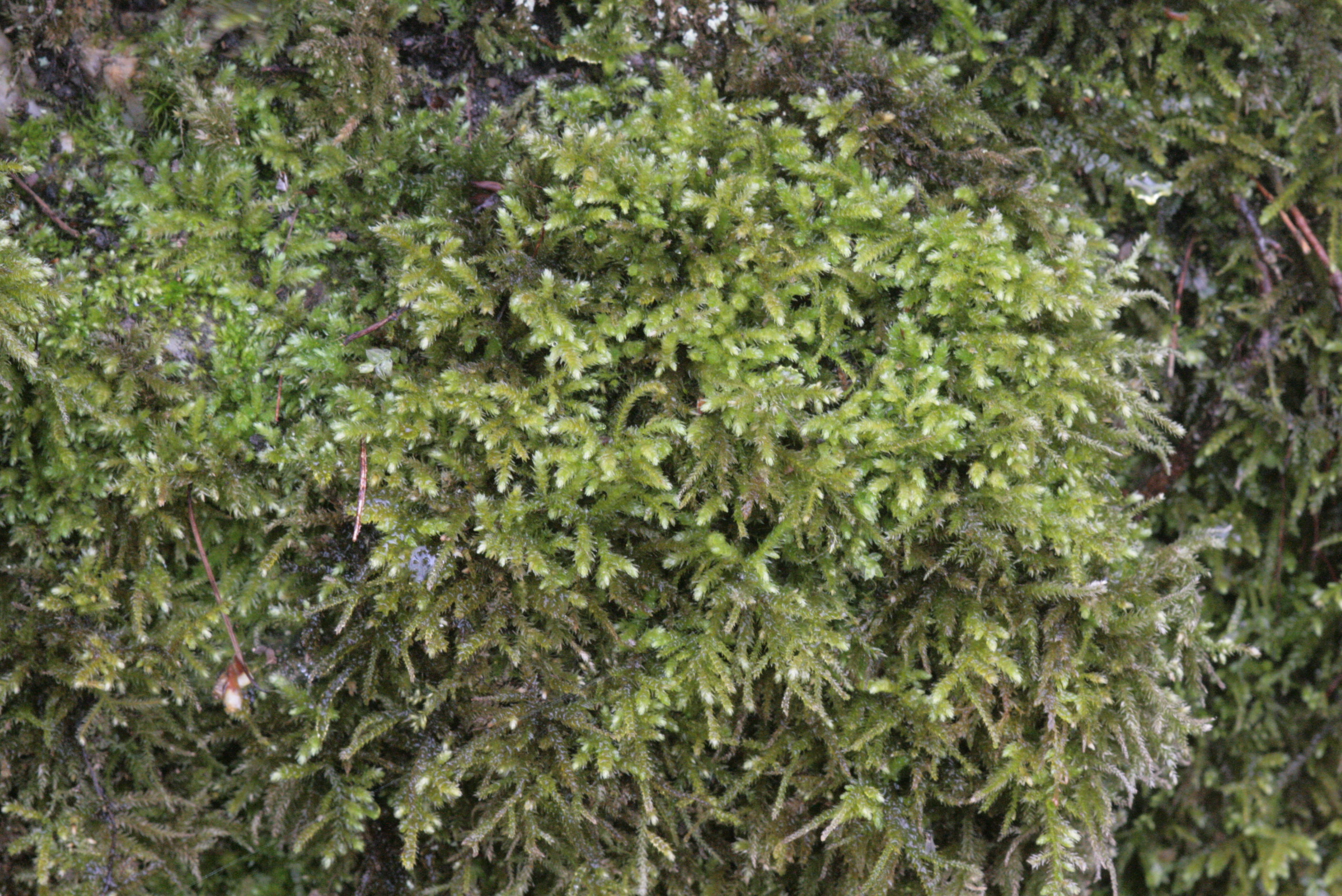
Geplooid snavelmos

De klasse is zeer soortenrijk. Bij de bomen is de belangrijkste kensoort in Nederland en Vlaanderen de gewone es, en verder vindt men vooral zomereik, beuk en haagbeuk. De aalbes is een kensoort in de struiklaag. In de kruidlaag zijn er een tiental kensoorten en nog veel meer begeleidende soorten, vooral voorjaarsbloeiers zoals bosanemoon, gewoon speenkruid, gewone salomonszegel en gevlekte aronskelk. Ook zijn er enkel orchideeën te vinden, zoals de grote keverorchis en heel soms het vogelnestje. Bij de mossen zijn het geplooid snavelmos en het gerimpeld boogsterrenmos de belangrijkste kensoorten.
In de onderstaande synoptische tabel staan de belangrijkste kentaxa van deze klasse van eiken- en beukenbossen op voedselrijke grond in Nederland en Vlaanderen.
Boomlaag
| Kentaxon | Presentie | Triviale naam | Botanische naam    | Opmerking |
| -------- | --------- | ------------- | ------------------ | --------- |
| kK       | 60 < 80%  | gewone es     | Fraxinus excelsior |           |
| kK       | 0 < 20%   | zoete kers    | Prunus avium       |           |
| kK       | < 10%     | venijnboom    | Taxus baccata      |           |

Struiklaag
| Kentaxon | Presentie | Triviale naam | Botanische naam | Opmerking |
| -------- | --------- | ------------- | --------------- | --------- |
| kK       | 10 > 30%  | aalbes        | Ribes rubrum    |           |

Kruidlaag
| Kentaxon | Presentie | Triviale naam         | Botanische naam            | Opmerking |
| -------- | --------- | --------------------- | -------------------------- | --------- |
| kK       | 30 > 70%  | gewoon speenkruid     | Ficaria verna subsp. verna |           |
| kK       | 10 > 70%  | gewone salomonszegel  | Polygonatum multiflorum    |           |
| kK       | 0 > 70%   | klimop                | Hedera helix               |           |
| kK       | 0 > 60%   | bosanemoon            | Anemone nemorosa           |           |
| kK       | 0 > 40%   | gevlekte aronskelk    | Arum maculatum             |           |
| kK       | 0 > 40%   | kruipend zenegroen    | Ajuga reptans              |           |
| kK       | 0 > 30%   | schaduwgras           | Poa nemoralis              |           |
| kK       | 0 > 30%   | bosandoorn            | Stachys sylvatica          |           |
| kK       | 0 > 20%   | groot heksenkruid     | Circaea lutetiana          |           |
| kK       | 0 > 20%   | boskortsteel          | Brachypodium sylvaticum    |           |
| kK       | 0 > 20%   | knopig helmkruid      | Scrophularia nodosa        |           |
| kK       | 0 > 20%   | grote keverorchis     | Neottia ovata              |           |
| kK       | 0 > 10%   | daslook               | Allium ursinum             |           |
| kK       | 0 > 10%   | gulden boterbloem     | Ranunculus auricomus       |           |
| kK       | < 10%     | bosvergeet-mij-nietje | Myosotis sylvatica         |           |
| kK       | < 10%     | gele anemoon          | Anemone ranunculoides      |           |
| kK       | < 10%     | vogelnestje           | Neottia nidus-avis         |           |
| kK       | < 10%     | zwartblauwe rapunzel  | Phyteuma spicatum          |           |

Moslaag
| Kensoort | Presentie | Triviale naam            | Botanische naam       | Opmerking |
| -------- | --------- | ------------------------ | --------------------- | --------- |
| kK       | 20 > 50%  | geplooid snavelmos       | Eurhynchium striatum  |           |
| kK       | 10 > 50%  | gerimpeld boogsterrenmos | Plagiomnium undulatum |           |
| kK       | < 10%     | klein snavelmos          | Oxyrrhynchium pumilum |           |

## Fotogalerij

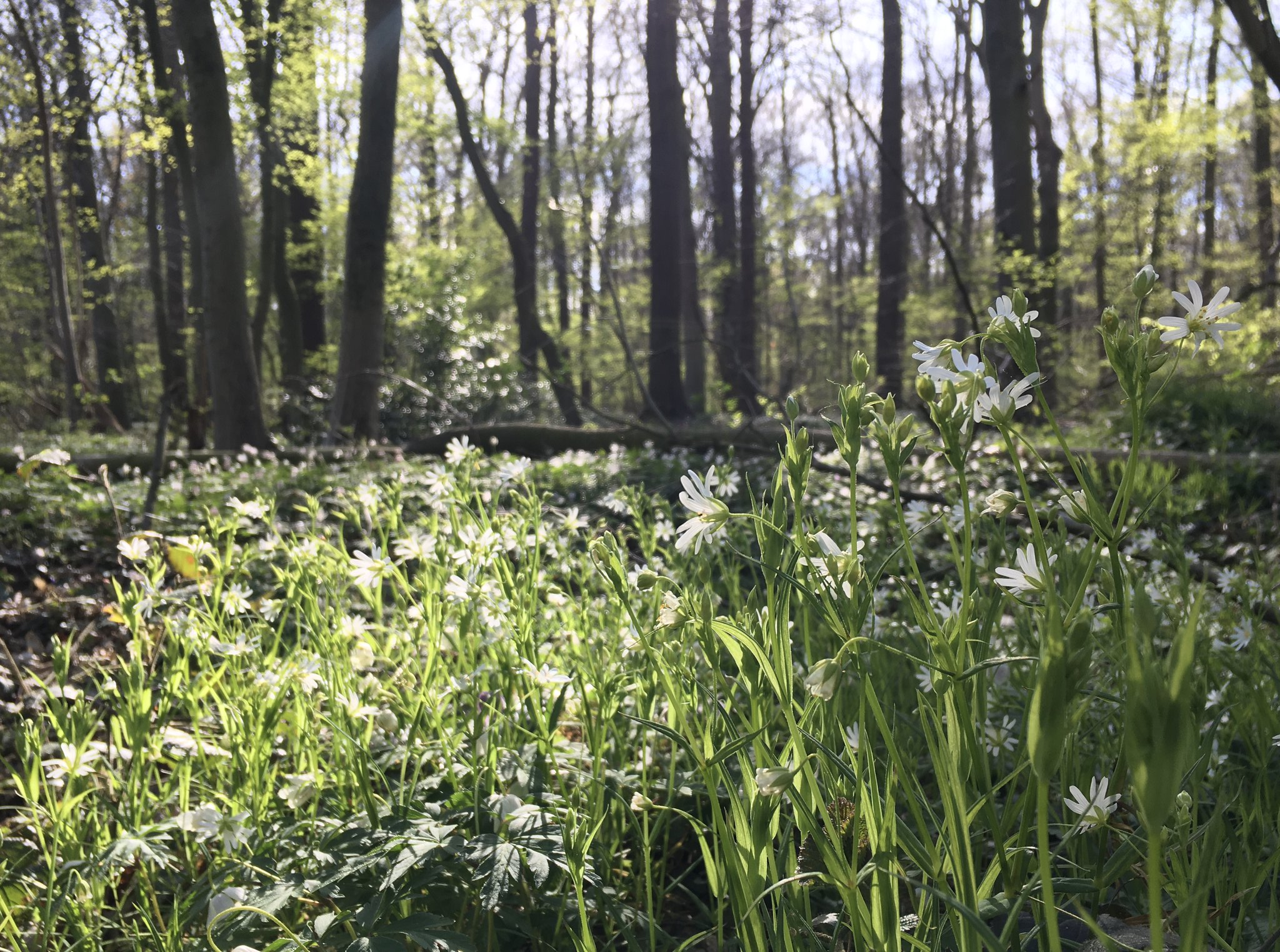
Voorjaarsaspect van het eiken-haagbeukenbos